# سید محمدصادق امیرعزیزی
 صادق امیرعزیزی (زاده ۱۲۸۳ در تهران – درگذشته ۱۳۷۱ در پاریس) سپهبد نیروی زمینی و سیاستمدار دوران پهلوی بود. تصدی وزارت کشور و استانداری خراسان و نیابت تولیت آستان قدس رضوی از جمله سوابق غیرنظامی وی بوده‌است.

## تولد و تحصیلات
امیرعزیزی در سال ۱۲۸۳ در تهران به دنیا آمد. پس از پایان تحصیلات متوسطه وارد دانشکده افسری شد. با پایان تحصیلاتش و با سمت آجودانی هنگ مستقل گیلان وارد قشون رضاشاه شد. سال‌ها بعد با تحصیل در دانشگاه جنگ و گذراندن دوره فرماندهی و ستاد به درجهٔ سرهنگی رسید.

## فعالیتهای نظامی
پس ماجراهای شهریور ۱۳۲۰، خروج رضاشاه و به پادشاهی رسیدن محمدرضا، بسیاری از امیران ارتش بازنشسته شدند و فرصتی پدید آمد تا افسران جوان به مسئولیت برسند. یکی از این افسران امیرعزیزی بود که نخست فرمانده تیپ زابل شد و بعدها به لشکر کرمان منتقل شد. ابتدای سال ۱۳۲۶ به درجهٔ سرتیپی رسید و به لشکر تبریز و سپس فارس اعزام شد. پیش از آن مدتی به معاونت دانشکده افسری انتخاب شده بود. حضورش در فارس مصادف با دریافت درجهٔ سرلشکری در سال ۱۳۳۱ بود. در خرداد ماه ۱۳۳۷، امیرعزیزی ریاست دادگاه تجدید نظر در پروندهٔ کودتای سرلشکر محمدولی قرنی را برعهده داشت. چندی بعد به فرماندهی ژاندارمری منصوب شد و درجهٔ سپهبدی را دریافت کرد. عملکرد مطلوب در این سال‌ها سبب ارتقای او ورود به دنیای سیاست شد.

## فعالیتهای سیاسی
نخستین سمت او وزارت کشور در دولت اول جعفر شریف‌امامی بود و اسفند ۱۳۳۹ و در پی ترمیم کابینه جایگزین مهدیقلی علوی مقدم شد. دولت شریف‌امامی دیری نپایید و اردیبهشت ۱۳۴۰ علی امینی نخست وزیر شد و وزارت کشور را تا پایان این دولت برعهده داشت. تیر ماه ۱۳۴۱ اسدالله علم به نخست‌وزیری رسید و امیرعزیزی تا ۲۹ بهمن ۱۳۴۱ وزیر کشور بود. ۳۰ بهمن ۱۳۴۱ با معرفی کابینهٔ دوم علم، امیرعزیزی یکی از وزاری سه‌گانهٔ مشاور بود که این سمت را تا اردیبهشت ۱۳۴۲ برعهده داشت.
پیش از معرفی کابینهٔ سوم علم به دورهٔ بیست و یکم مجلس شورای ملی، در ۲۹ اردیبهشت ۱۳۴۲، امیرعزیزی به عنوان استاندار خراسان و نیابت تولیت آستان قدس رضوی منصوب شد. حضور او در مشهد همراه با تغییراتی در استان خراسان و حرم مطهر شد. امیرعزیزی این مسئولیت را تا مهر ۱۳۴۴، که نادر باتمانقلیچ جانشین او شد، برعهده داشت.
از مهم‌ترین کارهای او در آستان قدس می‌توان به این موارد اشاره کرد: احداث دیوار شرقی موزه قرینه دیوار غربی، برداشتن سقف مسجد بالاسر، آینه‌کاری رواق جدید در سمت شمالی دارالسیاده، تزیین محوطه تشریفات، ساختن بست بالاخیابان و پایین‌خیابان، تشکیل اداره آبیاری آستان قدس، پوشاندن فضای مدرسه علی‌نقی‌میرزا که دارالذکر نامیده شد، برداشتن طاق رواق پس پشت و توسعه آن که به دارالشکر موسوم گردید و تعویض سنگ مرمر مسجد بالاسر.
امیرعزیزی پس از آن به تهران بازگشت و در سال ۱۳۴۶ بازنشسته شد. تا آبان ۱۳۵۷ که امیرعزیزی در بخش خصوصی مشغول بود، دیگر از او خبری در دست نیست. اما وی بار دیگر و پس از کناره‌گیری حسن سراج حجازی از استانداری خراسان، در ۲۱ آبان ۱۳۵۷ به مشهد رفت. شرایط نابسامان کشور و آشفتگی‌های فضای انقلابی مانع کار جدی او شد و امیرعزیزی در ۱۴ دی ۱۳۵۷ از این سمت استعفا کرد.

## فوت
در ابتدای انقلاب تا مرداد ۵۸ در تهران بود. به هیچ وجه قصد براندازی و فعالیت بر ضد انقلاب نیز نداشت اما به علت اینکه نمی‌توانست از رفت و آمد دوستانش که از امرای سابق ارتش بودند جلوگیری کند، با کمیته انقلاب اسلامی دچار چالش‌های جزئی بود و منزل او مورد مراجعه پاسداران بود. در نهایت در مرداد با موافقت دادستان و نخست وزیری و به صورت قانونی، ایران را به مقصد پاریس ترک گفت.مصاحبه صادق امیرعزیزی با پروژه تاریخ شفاهی دانشگاه هاروارد، نوار یک، روی دوم دقیقه 14 تا 16 هرچند روزنامهٔ کیهان چند روزی پس از ۲۲ بهمن، خبر از دستگیری او داد اما بعدها دیگر هیچ خبری از او منتشر نشد. امیرعزیزی در سال ۱۳۷۱ در پاریس درگذشت و جنازه‌اش طبق وصیت به تهران منتقل شد و در بهشت زهرا دفن گردید.

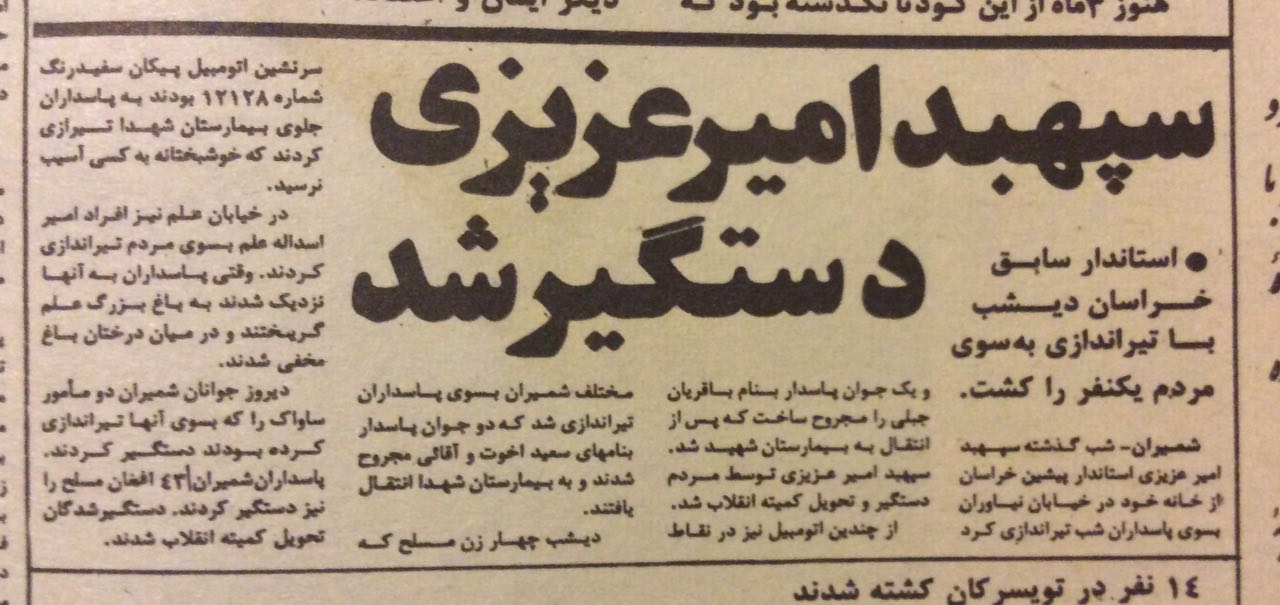
روزنامه کیهان - بهمن ۱۳۵۷